# Una vampata di rossore
(Domenico Rea, Una vampata di rossore)
Una vampata di rossore è il primo romanzo dello scrittore Domenico Rea pubblicato nel 1959 per i tipi della Mondadori Editore. Per oltre un trentennio, fino all'uscita di "Ninfa plebea" (Premio Strega 1993), sarà anche l'unico.

## Trama
Il romanzo è ambientato a Nofi, facilmente identificata in Nocera Inferiore, città immaginaria a trenta chilometri a sud di Napoli, e nei paesi dei dintorni, fino a Salerno.
La vicenda ruota attorno ad Assuero, ex carabiniere, sposato in seconde nozze con Rita, levatrice molto amata e conosciuta in tutta Nofi e nell'Agro nocerino-sarnese. Rita si ammala e Assuero, spaventato dall'idea che gli introiti portati dalla moglie, possano cessare completamente, si rifiuta di ammettere la gravità della malattia, cercando conferme presso i medici che si prestano a minimizzare per non spaventare la famiglia. La malata in realtà ha un tumore e non si rialzerà viva dal letto. Intorno a lei si stringono i parenti e le tante donne che Rita ha fatto partorire nei palazzi più agiati della città, come nelle capanne più miserabili. Sempre amabile e premurosa. Al contrario del meschino Assuero che si è limitato ad amministrare i conti della moglie, rifiutandosi di lavorare, convinto che la sua presenza in casa fosse un indispensabile corollario della felicità familiare.
Beppe, il figlio di Rita e Assuero, per evitare la tragedia, cerca una facile evasione nelle avventure salernitane, nelle feste e al caffè, con il gruppo di amici che finiscono per disprezzarlo. Fino a quando trova in Chele, la monaca di casa, una docile amante a portata di mano.
La storia di Maria, sorella di Beppe, occupa la parte centrale del racconto. Fin da bambina esclusa dai divertimenti dei coetanei, cresce dura e astiosa, si invaghisce di un giovane, chiamato Il Salernitano che, spacciatosi per ricco figlio di famiglia, si rivela presto uno sfruttatore e un ladro. Chiesta in moglie da Scida, contadino poverissimo, divenuto ricco in Algeria, lo rifiuta perché figlio di un ergastolano, ribellandosi alla volontà della famiglia e ai calcoli di Assuero, ex carabiniere che afferma: "la ricchezza, via, è stata sempre al di sopra della Legge".
L'epilogo inevitabile, con lo sconforto dei familiari, mostra anche le mille benedizioni delle donne che Rita ha aiutato a sgravarsi di figli "voluti e non voluti, nati vivi e nati morti".

## Analisi dell'opera
L'opera si divide in tre parti: la storia di Rita e Assuero, quella della figlia Maria e infine quella di Chele, la monaca di casa, che viene identificata come carattere nella sorella dell'autore ma, nel romanzo, diventa l'amante di Beppe. Questa frammentazione ha fatto scrivere a Carlo Salinari che la Vampata di rossore è un falso romanzo, in cui l'unità apparente, creata dalla malattia di Rita, è "estrinseca", mentre i racconti sui figli "sono falsi". 
La prima anticipazione del romanzo è considerata "Cancer Barocco", pubblicato sulla rivista "Il Caffè" nel '57.
Francesco Durante, curatore del Meridiano Mondadori dedicato a Rea e suo importante riferimento editoriale, definisce il romanzo Il libro in cui in maniera più intensa e drammatica Rea abbia coraggiosamente rappresentato la propria stessa famiglia, intorno alla vicenda della morte della madre. È piuttosto agevole l'identificazione tra Rita e Lucia Scermino, madre dello scrittore; tra Chele - la "monaca di casa" - e Teresa Rea, sorella di Domenico; tra Assuero, del quale si ripercorrono perfino i trascorsi da carabiniere, e il padre, Giuseppe Rea;

## Edizioni
Prima edizione
- Milano, Mondadori (Narratori italiani), 1959

Altre edizioni
- Milano, Oscar Mondadori, 1977, introduzione di Enzo Golino
- Milano, Mondadori (Scrittori italiani), 1994
- Cava de' Tirreni, Avagliano (Il melograno), 2003, introduzione di Silvio Perrella
- In Domenico Rea Opere, Meridiano Mondadori, 2005

## Riconoscimenti
- Nel 1959 il libro ha vinto il Premio Napoli[4] (ex Aequo con Il nuovo corso di Mario Pomilio).